# Arda Saatçi
Arda Saatçi (* 1997 in Berlin) ist ein deutscher Extremsportler mit Fokus auf einer Kombination von Ausdauer- und Krafttraining, dessen Einblicke er auf seinen Social-Media-Kanälen teilt. Im Jahr 2024 lief er einen Ultramarathon von Berlin nach New York und 2025 einmal durch die Gesamtlänge Japans. Des Weiteren hat er eine Trainingsapp auf den Markt gebracht und seine eigene Sportbekleidungsmarke gegründet.

## Werdegang
Arda Saatçi wurde 1997 in Berlin geboren und wuchs in Lichterfelde im Bezirk Steglitz-Zehlendorf auf. Er zog im Alter von 13 Jahren nach Charlottenburg um. Seine Eltern haben türkische Wurzeln. Der größte Teil seiner Familie lebt in Istanbul. Saatçi lebte mit seiner acht Jahre älteren Schwester und seinen Eltern in einer Wohnung. Sein anfänglicher Traum war es Fußballprofi zu werden. Als dieser platzte, gelangte er zu einem Tiefpunkt in seinem Leben und verschrieb sich seither dem Extremsport – für ihn Laufen, Fahrradfahren, Krafttraining etc. Dafür trainiert er rund 30 bis 40 Stunden pro Woche. Laut eigenen Aussagen beschreibt er seine sportliche Philosophie mit dem Ausdruck You vs. You. Saatçi sieht seine sportliche Tätigkeit als Möglichkeit, andere Menschen zu motivieren.

„Wenn ich Leute motiviere, ist es das größte Kompliment, das ich kriegen kann.“ - Arda Saatçi
Arda Saatçi schloss ein Studium ab und hatte eine Stelle in der Immobilienbranche. Auf Social Media teilt der Sportler Einblicke aus seinem Alltag, gibt Trainings- und Ernährungstipps und spricht über mentale Stärke.

## Sportliche Projekte
Am 16. April 2024 startete Arda Saatçi einen Ultra-Marathon von Berlin nach New York – genannt Cyborg Season 2024, in Anlehnung an seinen selbstgewählten Spitznamen Cyborg. Der Lauf dauerte 74 Tage an, wobei er jeden Tag mindestens einen Marathon rannte. Insgesamt legte er eine Strecke von über 3000 km und 20.000 Höhenmetern durch Deutschland, Frankreich, Spanien, Portugal und Teile der USA zurück. Die exakte Route führte ihn quer durch Europa bis nach Porto an der Westküste Portugals, wo er mit dem Flugzeug nach Boston flog, um weiter nach New York City zu laufen. Nach 750 km hatte Saatçi mit einem Ermüdungsbruch im Schienbein zu kämpfen, sodass eine zeitweilige Reha-Phase nötig war, bis das Projekt fortgesetzt werden konnte. Der Ultra-Marathon endete mit seiner Ankunft am New Yorker Times Square am 15. September 2024. Die Reise wurde von einem Kameramann und einem Videoredakteur begleitet, um sie in Form von YouTube-Videos auf seinem Kanal bzw. Kurzvideos und Stories auf Instagram und TikTok zu veröffentlichen.
Circa Anfang Mai 2025 startete die so genannte Cyborg Season 2025, in der Arda Saatçi einmal von der Nordspitze Japans bis in den Süden 3000 km lang durch die verschiedenen Klimazonen Japans lief. Täglich rannte er anderthalb bis zwei Marathons, was ungefähr 70 km pro Tag entsprach. Seine Route beinhaltete neben weiteren Sehenswürdigkeiten Tokio, den Mount Fuji, Osaka und Hiroshima. Auf dem Weg zum südlichsten Punkt Japans zog sich Arda Saatçi eine Muskelzerrung zu, setzte den Lauf jedoch fort. Am 10. Juni kam er an der Südspitze Japans an. Den gesamten Ultra-Marathon konnte man auf seinen Social-Media-Accounts verfolgen.

## Unternehmerische Errungenschaften
Saatçi ist Gründer der Sportbekleidungsmarke Day One, welche 2024 ihre erste Kollektion auf den Markt gebracht hat. Das Label richtet sich insbesondere an sportlich aktive Zielgruppen. Am 7. Dezember feierte er den Launch seiner neuen Kollektion auf einer Pop-up-Fläche im KaDeWe. Unter den Gästen befanden sich u. a. UFC-Fighter Islam Dulatov oder Rapper Luciano.
Ferner findet sich Arda Saatçi unter den Gründern einer Fitness-App, welche Gym-, Home-, Ausdauer- und Fußball-Workouts anbietet.

## Öffentliche Wahrnehmung

### Medienpräsenz
Arda Saatçis Projekte haben deutschlandweite mediale Präsenz. Er war Gast im Sat.1-Frühstücksfernsehen, seine Läufe fanden u. a. Erwähnung in Berliner Zeitungen, T-Online, RTL, der Mitteldeutschen Zeitung und überregionalen Radiosendungen.

### Auszeichnungen
Bei den VideoDays Festival Awards in Köln wurde Arda Saatçi im November 2024 zum Anlass seines Ultra-Marathon von Berlin nach New York in der Sparte Sports ausgezeichnet.